# بيت بيترسن
بيت بيترسن (بالهولندية: Peet Petersen)‏ هو لاعب كرة قدم هولندي في مركزي الهجوم والوسط، ولد في 18 مارس 1941 في أمستردام في هولندا، وتوفي بنفس المكان في 27 ديسمبر 1980. شارك مع منتخب هولندا لكرة القدم. أما مع النوادي، فقد لعب مع أياكس أمستردام وناك بريدا.